# Sabah Futbol Klubu
Sabah Futbol Klubu é uma equipe azeri de futebol com sede em Baku, Disputa a primeira divisão de Azerbaijão (Liga Yuksak).
Seus jogos são mandados no Alinjaa Arena, que possui capacidade para 13.000 espectadores.